# Сары Гялин (фильм)
«Сары Гялин» (азерб. Sarı Gəlin), или «Невеста в жёлтом», — художественный фильм азербайджанского режиссёра Явера Рзаева, снятый в 1998 году на киностудии «Азеркиновидео». Стоит отметить, что фильм снимался в 1995 году, и был выпущен только в 1998. По жанру фильм является драматической притчей. Фильм удостоен приза за лучший сценарий Открытого кинофестиваля стран СНГ и Балтии «Киношок-99» (Анапа), а также Приза Свободы (от «Филипп Моррис») Международного кинофестивая в Карловых Варах в 2000 году.

## Сюжет
События в фильме разворачиваются во время Первой карабахской войны. Сельский учитель Гадир (играет Гаджи Исмаилов) оказался в качестве добровольца в одном из отрядов азербайджанских ополченцев. Однажды командир (играет Рамиз Новрузов) приказывает ему расстрелять армянского боевика Артаваза (играет Джахангир Новрузов), бывшего крестьянина. Учитель стреляет в него солью, отпускает его, но вскоре и сам попадает в плен. На этот раз Артаваз помогает Гадиру, спасая его от плена. В конце фильма Гадиру в мутном свечении является невеста в жёлтом одеянии, которая переводится на азербайджанский язык как «Сары гялин». В последних эпизодах фильма главные герои Гадир и Артаваз вместе поют народную песню «Сары Гялин».
Народная песня «Сары Гялин», которую поют как азербайджанцы, так и армяне, превращается в фильме в песню о смерти и безысходности. По одной из версии «Сары Гялин» переводится с азербайджанского и означает невесту в жёлтом, которую видят перед смертью. Она выходит из ворот двора, где только что была расстреляна свадьба. В фильме Сары гялин — это невеста смерти, символизирующая и жизнь, и смерть в одном лице.

## В ролях
- Джахангир Новрузов — Артаваз, армянский боевик, бывший крестьянин.
- Гаджи Исмаилов — Гадир, азербайджанец, сельский учитель, доброволец в отряде азербайджанских ополченцев.
- Минаввар Алиева — Невеста в жёлтом платье (Сары гялин); армянская пленная Жанна; азербайджанская пленная.
- Фарман Абдуллаев — Самвел, командир отряда армянских боевиков.
- Рамиз Новрузов — Расим, командир отряда азербайджанских боевиков.